# Fiat Zero
Fiat Zero, cunoscut și ca Fiat 12/15 HP, a fost un automobil produs de firma italiană FIAT între anii 1912-1915. A fost primul automobil FIAT care s-a vândut în mai mult de 2000 de bucăți, majoritatea având 4 locuri. În 1915 producția a fost sistată, fabrica trecând la producția de război.

## Legături externe
Materiale media legate de Fiat Zero la Wikimedia Commons